# Civilisation de Paracas
Pour les articles homonymes, voir Paracas.
La civilisation de Paracas est une ancienne culture précolombienne, trouvée notamment sur la presqu'ile de Paracas, au Pérou, qui lui a donné son nom, car on ignore le nom que ce(s) peuple(s) se donnaient. Elle a existé entre le VIIIe siècle av. J.-C. et le début de notre ère et aurait connu son apogée entre les VIIe et Ve siècles av. J.-C.

## Historique
La civilisation de Paracas est une des plus importantes cultures précolombiennes du Pérou. Elle émergea après la disparition de la domination Chavín, pendant la période de l'Horizon Ancien, dans la région de Ica-Nazca. C'est l'archéologue Julio Tello qui en fit la découverte dans les années 1920 et qui, après l'analyse du style d'enterrement et des motifs qui ornent les fardos funéraires — ballots coniques formés de plusieurs épaisseurs de tissus dans lesquels on enveloppait les morts — trouvés dans les cimetières (comme celui de Wari Kayan) la subdivisa en deux périodes distinctes : Paracas Cavernas (VIIIe au IIIe siècle av. J.-C.) et Paracas Necropolis (IIIe siècle av. J.-C. au IIIe siècle apr. J.-C.). La culture de Paracas s'étend donc sur environ un millénaire.   

## Vestiges funéraires
À l'intérieur de ces fardos, les archéologues trouvèrent de multiples offrandes comme des colliers fabriqués à base de coquillage Spondylus (provenant généralement des eaux chaudes des côtes équatoriennes), de la céramique, différents types d'instruments, ainsi que d'exceptionnels manteaux de textile qui recouvraient les défunts, faits à base de coton et de laine de camélidés, sur lesquels les Paracas transmettaient leurs croyances et mythologie. En effet, les nombreux motifs et personnages, ainsi que les fabuleuses représentations de leur environnement naturel laissent entrevoir une cosmovision extrêmement riche et complexe qui est à l'origine de la culture Nazca qui en hérite.

## Disparition
Entre le début de notre ère et le IIIe siècle, la civilisation de Paracas se fond peu à peu dans celle de Nazca, sa principale héritière, et s'efface sans rupture à son profit, avec des caractéristiques qui perdurent, d'autres qui disparaissent, et d'autres qui se transforment. L'influence de Paracas transparait dans la finesse du tissage brodé des Nazcas, dans la poterie (et leurs techniques), sans toutefois qu'on puisse les confondre, car de style un peu différent et avec des caractéristiques distinctives.

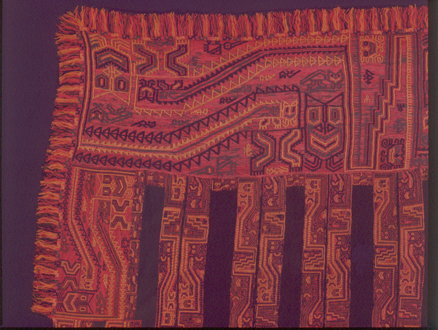
Textile Paracas

## Art textile
Cette civilisation pratiquait un art consommé du tissage et de la broderie (laine et coton parfois contre-brodés) ainsi que la poterie. 
La maitrise d'une technique complexe dans le tissage et la coloration, la finesse des motifs, la vivacité et l'harmonie des couleurs des textiles Paracas à la grande richesse chromatique, pourtant vieux de deux-mille ans et plus, en font une des curiosités archéologiques les plus éminentes (et les plus courues) du Pérou ancien. L'art textile Paracas est « considéré comme l’un des meilleurs de toutes les cultures andines précolombiennes », alors que celles-ci sont pourtant presque toutes passées maitresses dans cet art ; il figure donc comme une exception dans l'exception. « Ils utilisaient de la laine de vigogne et d’alpaga, du coton, des plumes et même du fil d’or ».

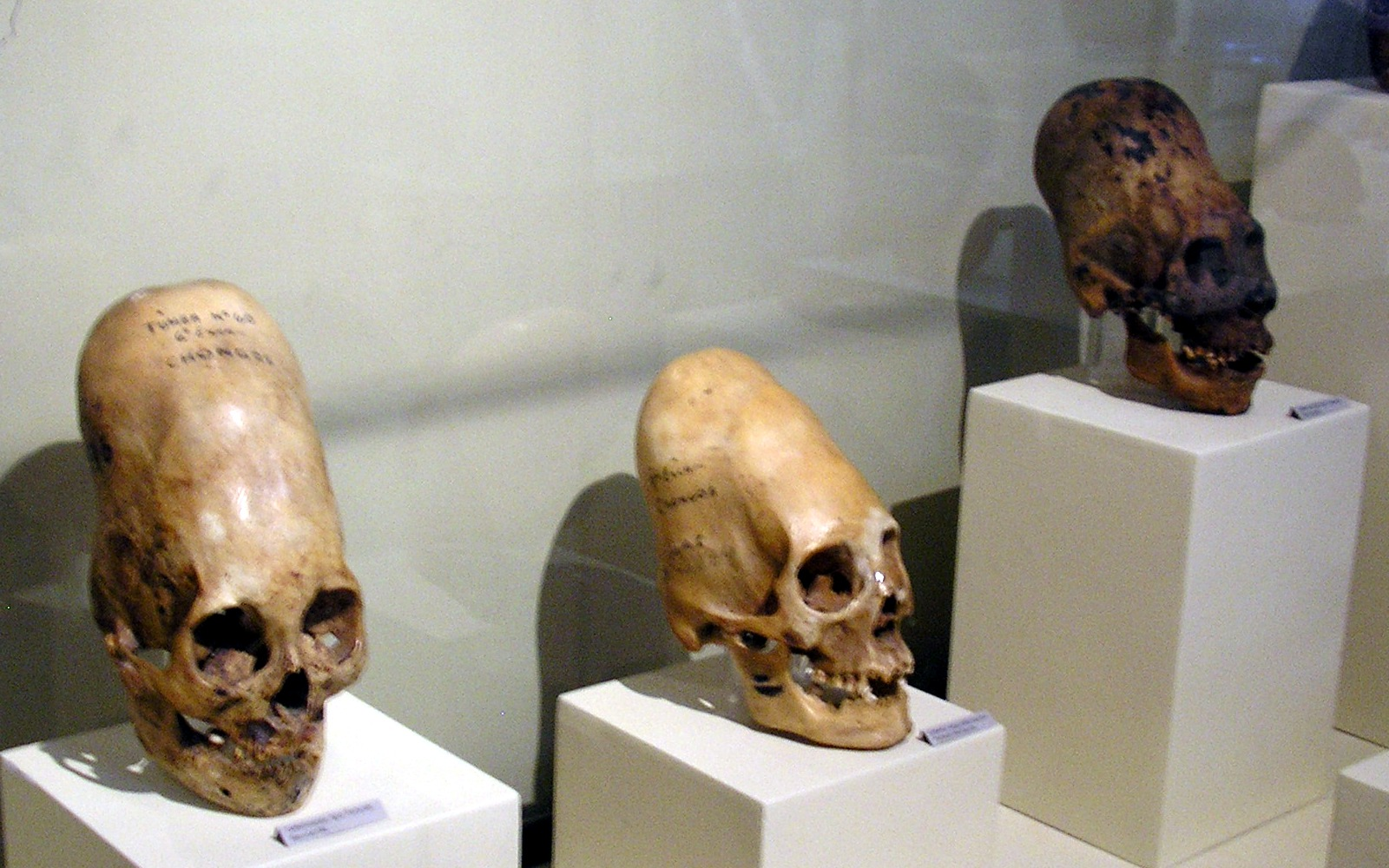
Crânes déformés du Museo Regional de Ica.

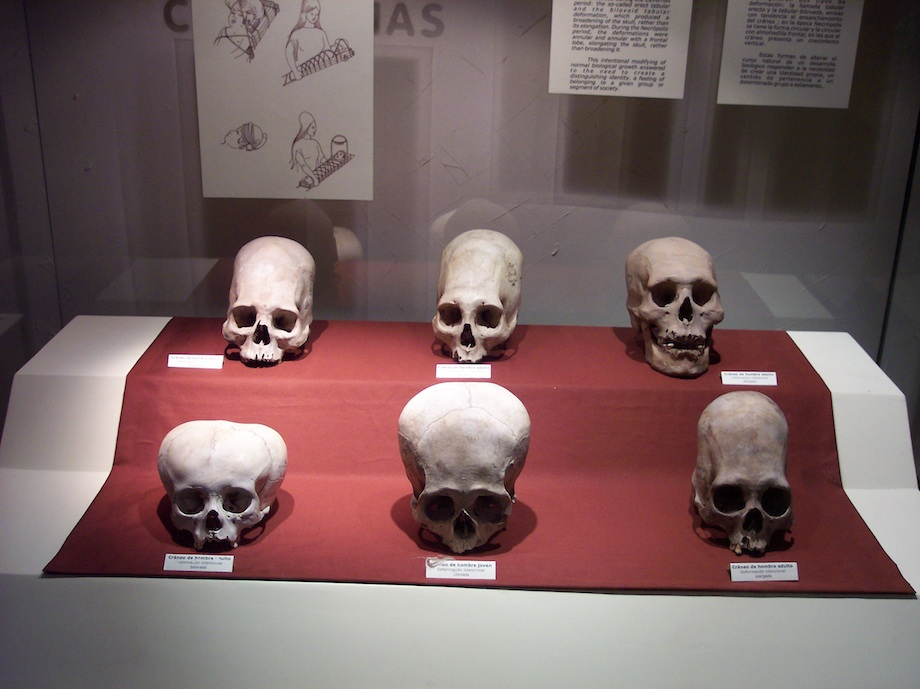
Crânes déformés du Museo Nacional de Arqueología, Antropología e Historia del Perú à Lima.

## Chirurgie rituelle
Les Paracas pratiquaient une déformation crânienne par allongement dans un but esthétique ou rituel, ou peut-être pour la distinction sociale : c'était une sorte de « cranioplastie » avant l'heure, mais répondant à des critères ethniques et esthétiques, plutôt qu'à des visées de chirurgie réparatrice comme c'est le cas aujourd'hui. Cet allongement de la boîte crânienne était provoqué en exerçant une pression modérée mais continue au moyen d'attelles et de cordes ou de bandeaux lors de la croissance des jeunes enfants, lorsque le crâne est encore malléable. Ce type de rituel a existé sur tous les continents, y compris en France jusqu'au XIXe siècle dans la région de Toulouse. 
Ils pratiquaient aussi la trépanation rituelle ou thérapeutique, parfois répétée. Ils faisaient donc preuve de connaissances médicales avancées, comme en témoignent les restes d'interventions chirurgicales intracrâniennes au cerveau, certes rudimentaires, mais avec survie des patients, avec la poursuite du développement du tissu osseux et donc sa cicatrisation après l’opération chirurgicale : « véritable prouesse médicale pour l’époque ».

## Géoglyphes
Comme la civilisation de Nazca mais avant elle, les Paracas pratiquaient la sculpture (ou traçage) de motifs géants sur les surfaces du désert rocailleux de la péninsule qu'on appelle géoglyphes puis « lignes de Nazca ». Mais ces géoglyphes de Paracas se distinguent de leurs successeurs Nazcas dans le style et l'emplacement, notamment « par le choix de terrains en pente, des représentations moins abstraites, et surtout l’alignement des dessins dans une sorte de procession sacrée où chaque figure se combine avec la voisine pour former de grandes fresques de scènes mythiques ». 
L'un des plus célèbres de ces géoglyphes Paracas, possiblement préhistorique (il aurait plus de deux-mille ans, sans certitude) est le Chandelier de Paracas tracé au flanc d'une dune de sable et visible depuis la mer. Aujourd'hui il est parfois endommagé par des pluies très inhabituelles dans cette région, mais protégé et restauré par les autorités. 
Mais il existe de nombreux autres géoglyphes Paracas mêlés à ceux de culture Nazca, à deux cents kilomètres de ce fameux chandelier, dans la vallée aride de Nazca sur terrain plus dur, et toujours à flanc de coteaux : alors que les lignes de Nazca — plus tardives, plus stylisées quand elles sont figuratives, et plus géométriques — sont plutôt sur terrain plat et visible uniquement depuis le ciel.

## Économie
L’économie de la civilisation Paracas était fondée sur l'agriculture et la pêche. 